# Lista de municípios do Acre

Mapa do Acre com seus 22 municípios

Os municípios do Acre são as subdivisões oficiais do estado brasileiro do Acre, localizado a sudoeste da região Norte do país. Décimo-sexto maior estado em tamanho territorial, com mais de 164 mil quilômetros quadrados de área, limita-se com os estados do Amazonas (norte) e Rondônia (extremo leste), estando localizado nas fronteiras do Brasil com o Peru e a Bolívia. O território acriano se subdivide em 22 municípios, número maior somente que os estados do Amapá, que possui dezesseis municípios, e Roraima, com quinze.
Cada município possui sua sede, chamada de cidade, podendo ainda ser dividido em unidades menores chamadas de distritos, cujas sedes são chamadas de vilas. Os municípios gozam de autonomia política e se regem por lei orgânica, porém, diferente da União e dos estados, não dispõem de um poder judiciário, sendo administrados apenas por um prefeito e uma câmara de vereadores, que constituem, respectivamente, os poderes executivo e legislativo.
Sua capital e município mais populoso é Rio Branco, com mais de 400 mil habitantes. É também o município mais antigo do estado, fundado em 1882 quando o Acre ainda pertencia à Bolívia. Somente em 1903, com a assinatura do Tratado de Petrópolis, que definiu as atuais fronteiras entre Brasil e Bolívia, é que o Acre fora incorporado definitivamente ao território brasileiro. É no Acre onde se situa o ponto extremo oeste do território brasileiro, localizado nas nascentes do rio Moa (dentro do Parque Nacional da Serra do Divisor), cuja área pertence ao município de Mâncio Lima.

## Municípios

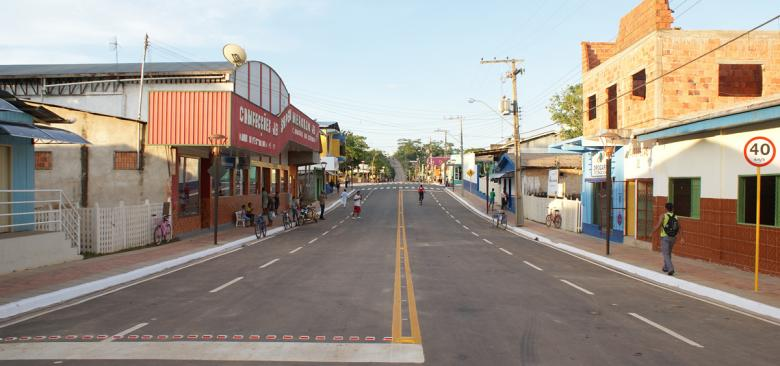
Assis Brasil

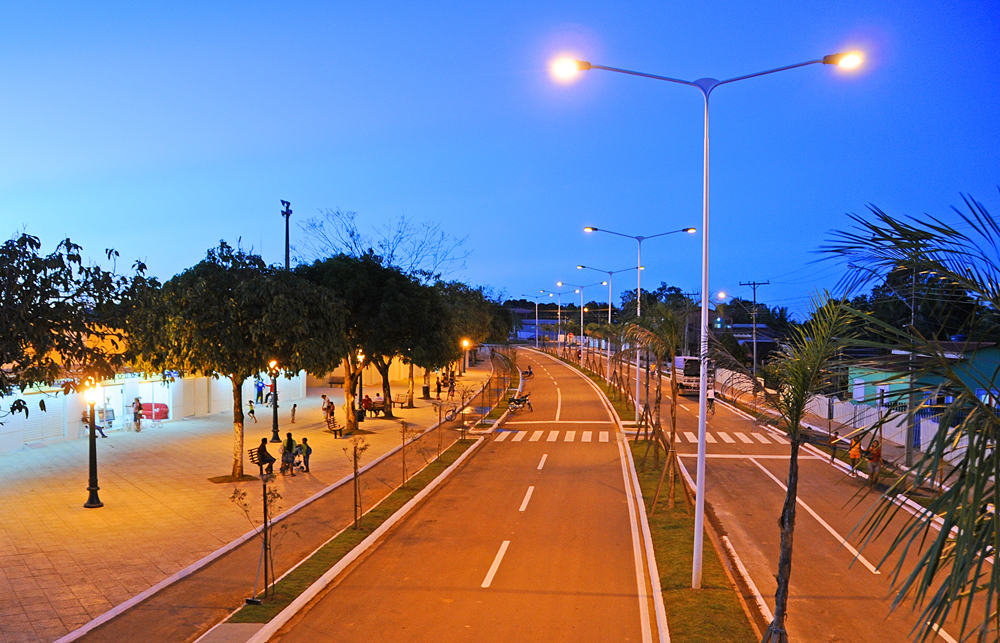
Capixaba

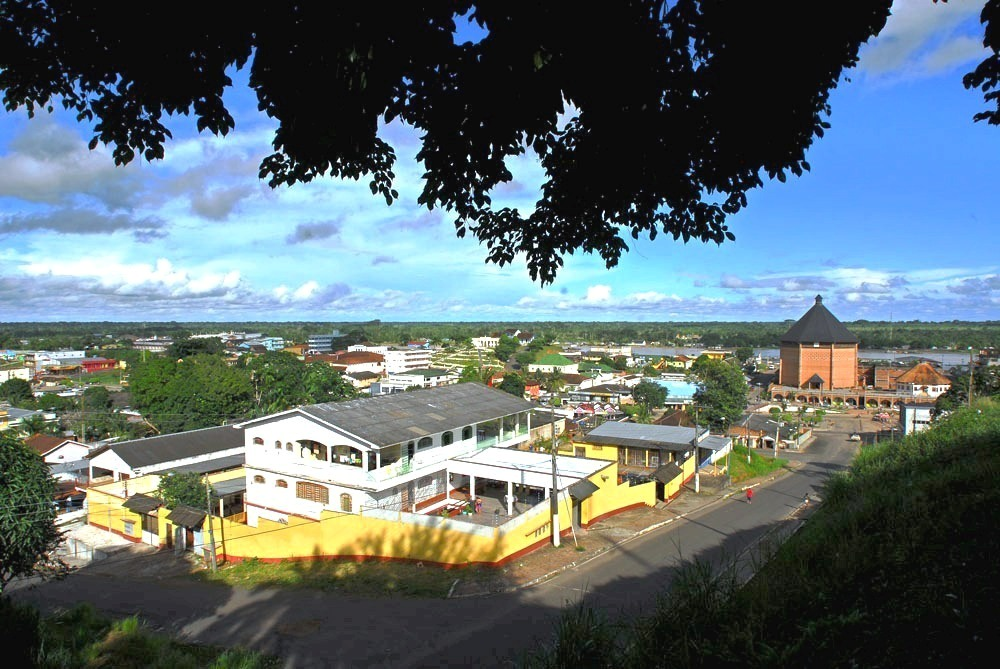
Cruzeiro do Sul

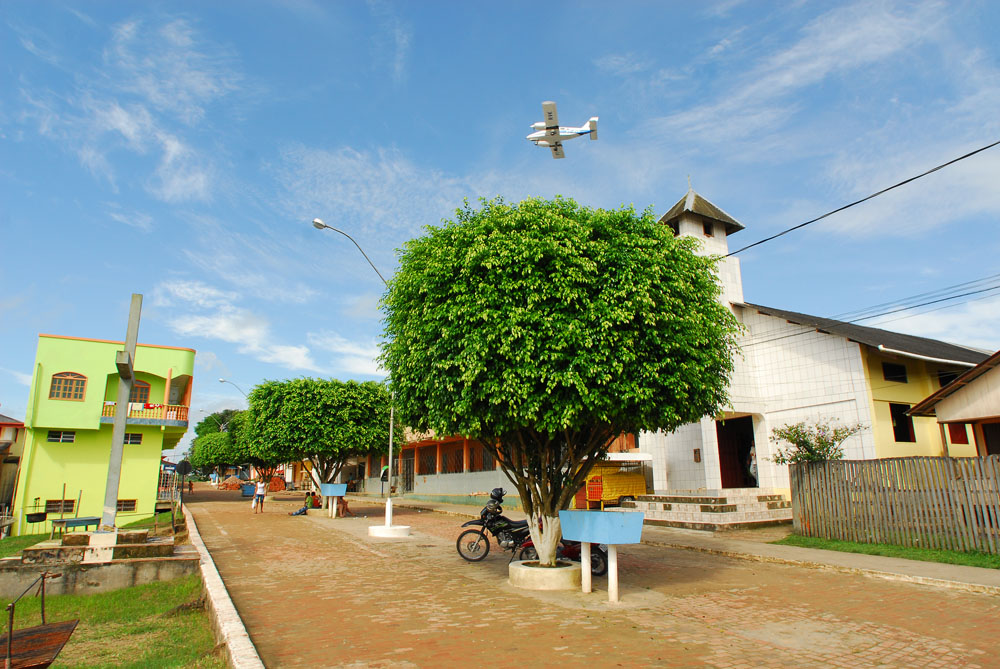
Marechal Thaumaturgo

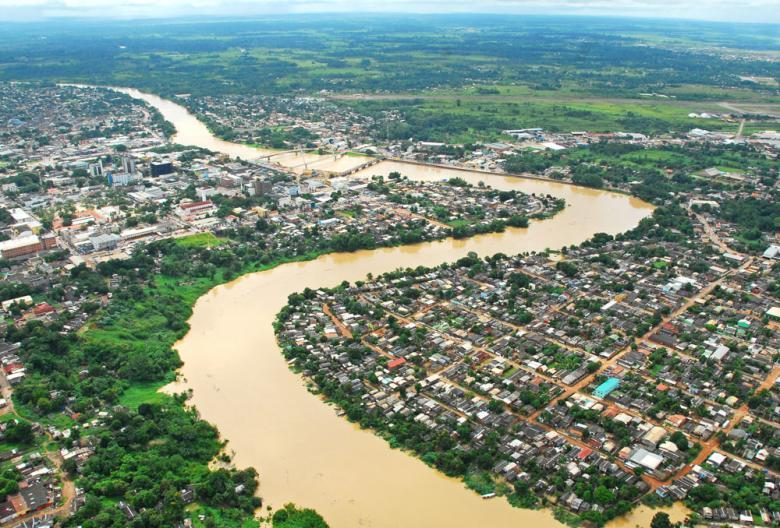
Rio Branco

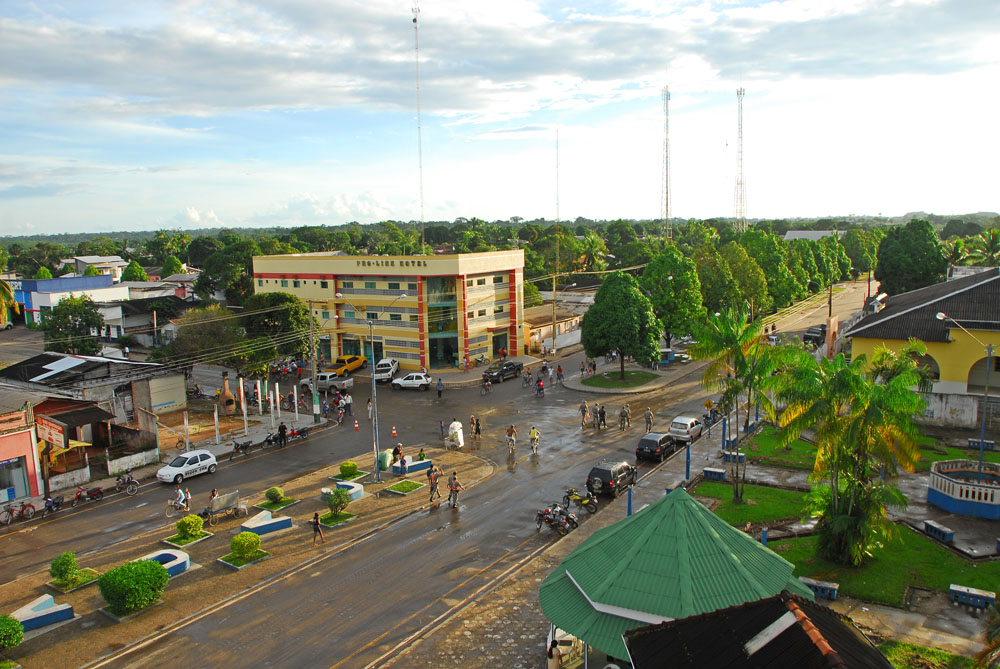
Tarauacá

| Posição | Município            | Código IBGE | Localização |
| ------- | -------------------- | ----------- | ----------- |
| 1       | Acrelândia           | 1200013     |             |
| 2       | Assis Brasil         | 1200054     |             |
| 3       | Brasiléia            | 1200104     |             |
| 4       | Bujari               | 1200138     |             |
| 5       | Capixaba             | 1200179     |             |
| 6       | Cruzeiro do Sul      | 1200203     |             |
| 7       | Epitaciolândia       | 1200252     |             |
| 8       | Feijó                | 1200302     |             |
| 9       | Jordão               | 1200328     |             |
| 10      | Manoel Urbano        | 1200336     |             |
| 11      | Marechal Thaumaturgo | 1200344     |             |
| 12      | Mâncio Lima          | 1200351     |             |
| 13      | Plácido de Castro    | 1200385     |             |
| 14      | Porto Acre           | 1200807     |             |
| 15      | Porto Walter         | 1200393     |             |
| 16      | Rio Branco           | 1200401     |             |
| 17      | Rodrigues Alves      | 1200427     |             |
| 18      | Santa Rosa do Purus  | 1200435     |             |
| 19      | Sena Madureira       | 1200500     |             |
| 20      | Senador Guiomard     | 1200450     |             |
| 21      | Tarauacá             | 1200609     |             |
| 22      | Xapuri               | 1200708     |             |